# Heiliger Baum von Eridu
Als heiliger Baum von Eridu (sumerisch GIŠ.ḪAR, GIŠ.KIN, GIŠ.MEŠ; akkadisch Ḫulupp-u(m), Chulupp-u(m); babylonisch kiškanu, kischkanu; assyrisch giš-ti, gisch-ti, mešu, meschu) wird in der kosmogonischen Vorstellung Mesopotamiens der Lebens- oder Weltenbaum  bezeichnet.
Als frühes religiöses sumerisches Zentrum galt vom 6. bis zum 4. Jahrtausend v. Chr. der Ort Eridu, ehe im 3. Jahrtausend v. Chr. Uruk und später Babylon die Führungsrolle übernahmen. Der heilige Baum von Eridu wurde durch die Jahrtausende in Beschwörungsritualen tradiert:

„In Eridu wuchs der schwarze Kiškanu an einem reinen Ort. Sein Glanz ist schimmernd wie Lapislazuli. Über dem tiefen Abzu breitet er sich aus. Die Laḫmu-Wesen nahmen den Kiškanu in Besitz und sprachen Beschwörungen des Abzu aus.“

Die Wurzeln des heiligen Baumes von Eridu reichten bis in die Unterwelt, die Baumkrone beherbergte die Sonne und galt als Himmel, der Baumstamm symbolisierte als mittlere Ebene das Leben sowie die Gegenstände auf der Erde. In ähnlichen mesopotamischen Überlieferungen wird neben den zwei heiligen Flüssen auch ein Garten erwähnt, der sich im Bereich des Weltenbaumes befand. Ob der heilige Baum von Eridu dem Schriftzeichen für E.NUN (Haus des Nun) entsprach, das als Abbildung eine Palme zeigte, wird vermutet, konnte bislang aber nicht zweifelsfrei belegt werden.
Bur-Sin von Isin und Nur-Adad von Larsa erneuerten das Bild des heiligen Baumes von Eridu. Warad-Sin, Rim-Sin I. und Hammurapi verehrten den Baum als „Riten von Eridu“, während Ur-Nanše von Lagaš die Bezeichnung „Rohr des Enki (Herr der Erde) von Eridu“ verwendete.